# 年轻女士

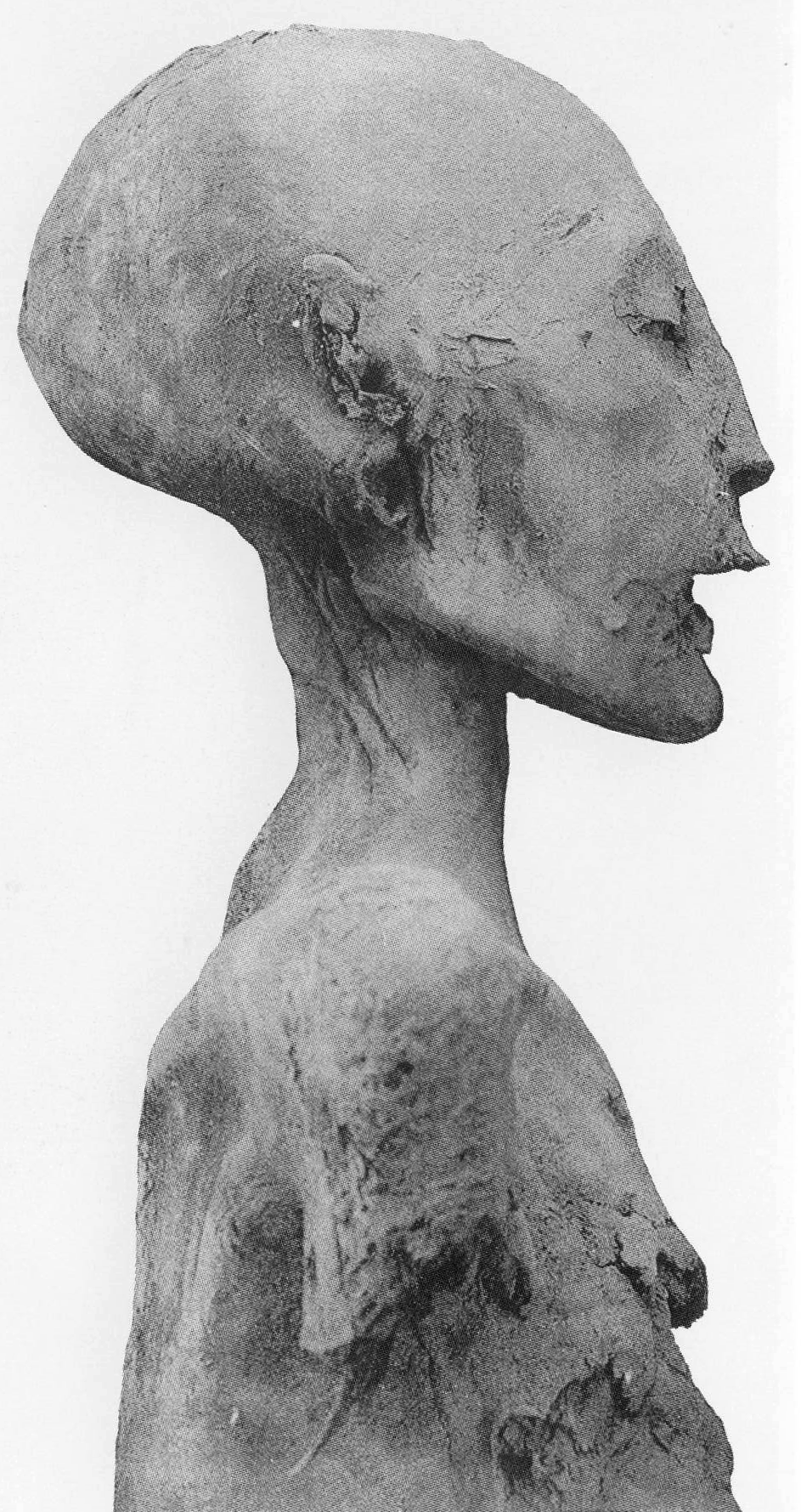
“年轻女士”的右侧面

“年轻女士”（The Younger Lady）指的是法国考古学家维克多·劳雷特于1898年在埃及帝王谷KV35中发现的一具年轻女性木乃伊。根据现代DNA检测证明，“年轻女士”是图坦卡蒙法老的母親，是法老阿蒙霍特普三世与泰伊王后的女儿。“年轻女士”也以“KV35YL”（YL意指年轻女士）和61072的称呼。目前此木乃伊被摆放在开罗的埃及博物馆。此木乃伊也曾被猜测是娜芙蒂蒂。

## 木乃伊的发现与木乃伊的身份
“年轻女士”与KV35号墓相邻的两具木乃伊一起被放在一起；其中一具是一个死于10岁的男孩，被推测为维本仙努王子（阿蒙霍特普二世之子）或图特摩斯王子（阿蒙霍特普三世之子），而另一具，其身份在复原图坦卡蒙的家谱时被鉴定为泰伊王后。这三具木乃伊同时被发现，他们赤裸地并排摆放在在35号墓里的小前厅。这三具木乃伊都被盗墓者严重破坏。对“年轻女士”的真实身份有诸多猜测。在找到这木乃伊时，由于头发被剃光，维克多·劳雷特最初认为她是具男性木乃伊。虽然劳雷特认为是男性多年，但是后来经过格拉夫顿·E·史密斯博士仔细检查后，才确认是一具女性木乃伊。

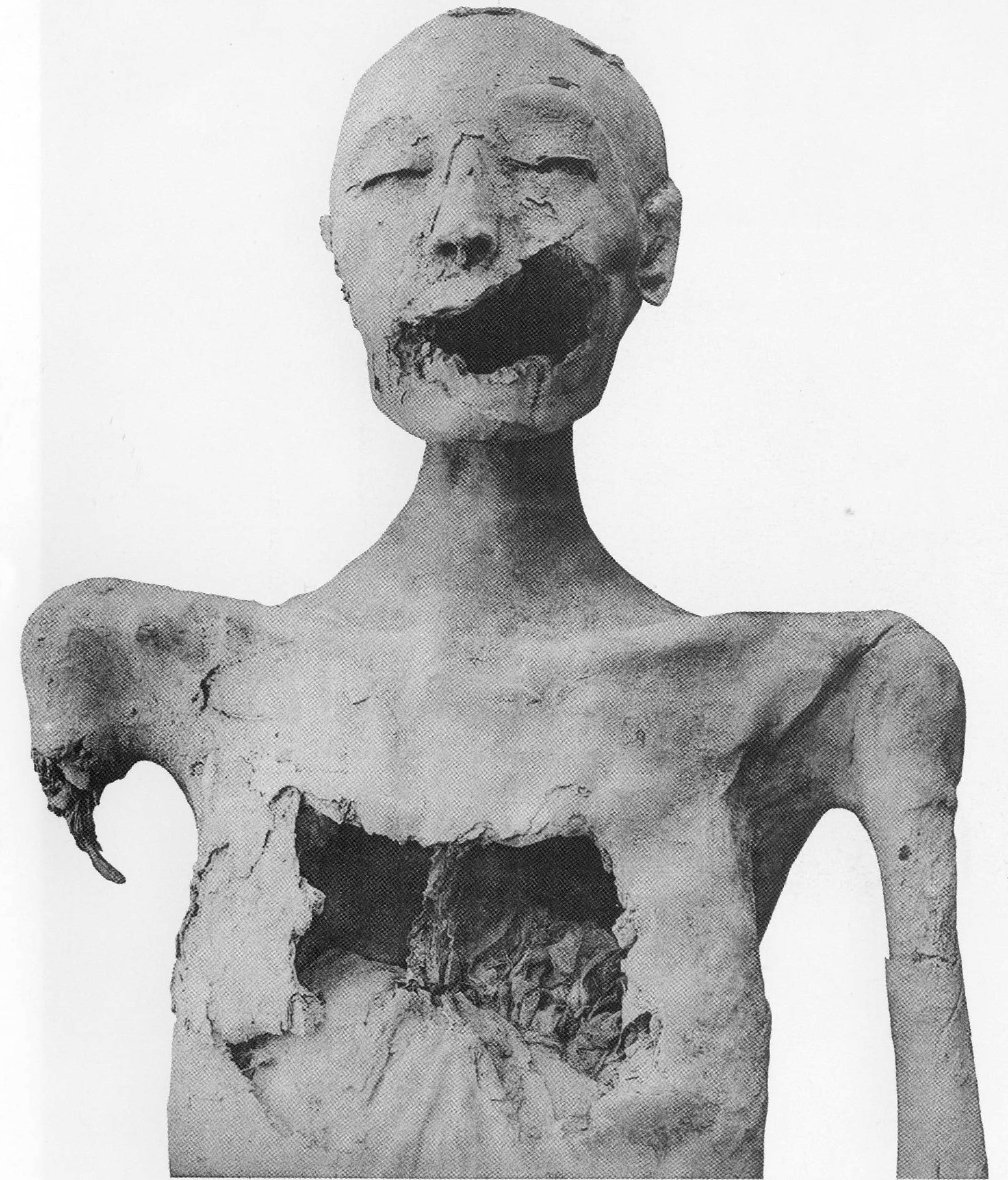
木乃伊的前视图

近年来，根据常染色体和线粒体DNA表明这是女性木乃伊，同时她也是图坦卡蒙的母亲。检测结果也表明她是其丈夫——来自帝王谷55号墓的木乃伊的同胞姐妹，他们两个都是阿蒙霍特普三世与泰伊的孩子。对于KV55号墓的木乃伊（存在着兄弟姐妹连婚的关系）的身份有两种猜测，部分埃及考古学家，包括札希·哈瓦斯认为KV55号墓木乃伊是阿肯那顿，而其他人，包括人类学家乔伊斯·费雷尔自称KV55号墓木乃伊是斯蒙卡拉。这个所复原的家庭关系将减少“年轻女士”是娜芙蒂蒂或基亚的可能性，因为没有已知人工品能证明阿肯那顿有有着“国王的姐妹”或“国王的女儿”头衔的妻子。“年轻女士”是阿蒙霍特普三世的三个女儿塞塔蒙、伊谢特和赫努塔奈布被认为是不可能的，因为他们三个嫁与他们的父亲阿蒙霍特普三世并都成为他的“伟大王妻”（Great Royal Wife，法老王后的头衔），且如果阿肯那顿娶了她们其中之一，她们其中之一将代替娜芙蒂蒂在埃及的王后之位。报告结论表明“年轻女士”比较可能是阿蒙霍特普三世的另两个女儿，尼贝塔或巴凯特塔吞，因为她们两个都没嫁于她们的父亲（虽然阿蒙霍特普三世已知与泰伊育有8个女儿）。
也有理论认为她是梅莉塔提，阿肯那顿与娜芙蒂蒂的女儿，斯蒙卡拉之妻，因基于研究其等位基因有遗传于图坦卡蒙。理论认为她嫁于斯蒙卡拉（相信可能是其叔父），从而使图坦卡蒙变为阿肯那顿的外孙（或侄子）。此理论将解释因近亲结婚而导致难以区分家族辈分；但是这理论还有疑点：梅莉塔提必须是泰伊的线粒体后代，或者是泰伊之母图玉的线粒体后代，而“年轻女士”的线粒体DNA表明了她是泰伊的女儿。娜芙蒂蒂的家谱目前暂不明确，且如果“年轻女士”是梅莉塔提，娜芙蒂蒂必须是与图玉有线粒体关系。
有人认为“年轻女士”是娜芙蒂蒂，因在那时乱伦并不少见。而这就意味着阿肯那顿与其姐妹通婚且他们两个都是图坦卡蒙的父母。此外，娜芙蒂蒂在其丈夫死后可能成为了法老，且可能使用了斯蒙卡拉这个名字。所有这一切都没有被证明，但是应该被提起作为可能出现的另一情况。

## 对木乃伊的描述

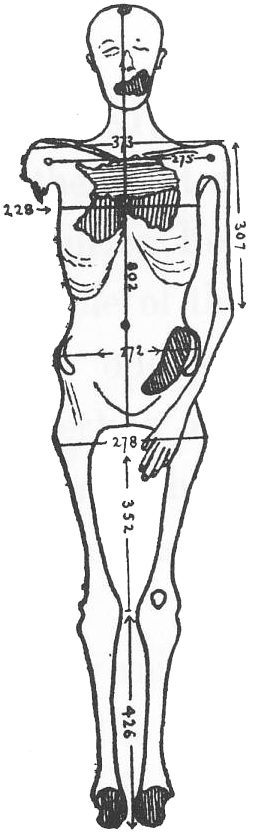
由格拉夫顿·埃利奥特·史密斯对“年轻女士”全身的素描，这个素描显示了尸体上大量伤口

格拉夫顿·埃利奥特·史密斯在20世纪初调查皇家木乃伊时给了这个木乃伊详细的说明。他发现“年轻女士”有1.58米（5英尺2英寸）高，并判断她死时的年龄不老过25岁。他也注意到木乃伊身上的伤口都是由盗墓贼造成的，他们破坏了木乃伊前胸，且砍断了到肩膀以下的右臂。史密斯假定了她是皇室成员。在木乃伊的脸部和颊部左侧上的缺口被认为是一个巨大的伤口，这个缺口破坏了大部分颚骨，同时检验结果表明这是盗墓贼所做的，但近年来在经过基因检验和CT扫描是重新检测木乃伊时认为这个大伤口在死亡之前就有了且这是个致命伤。
这具木乃伊的左脸有着张大的伤口，Julian Heath认为这是由斧头造成的。其左胸下方也有张大的伤口，可能是刺伤所造成的。2003年，一组由乔安·弗莱彻所带领的加拿大约克大学的科学团队对木乃伊进行检测。该团队发现木乃伊嘴巴上的伤口是生前造成的，而不是之前所认为的为死后造成的。也就是说这个伤口是在年轻女士生前造成的，但结论仍不确定。Ashraf Selim之后也支持这个理论，他指出如果伤口是在防腐过程后造成的，干瘪的骨头和肌肉会遗留在伤口里。而伤口上恰好不是这种情况，他确定了这是生前所造成的伤口。除此之外，Ashraf Selim发现这个伤口比一般意外来的更加暴力性；年轻女士死于故意暴力的行为。在古埃及木乃伊计划中，通过CT扫描发现木乃伊的窦腔有“少量的骨折碎片”。研究小组断定这个伤口就是在死前造成的并有可能是导致年轻女士死亡的原因。
木乃伊遗失的右臂引发了研究者的争议。在KV35墓有两只断臂，其中一只被认为是年轻女士的。其中一只是弯曲的，握紧拳头；而另一只则是直直的。古埃及的女性木乃伊的一只手臂通常都是弯曲摆放，另一只则是直直放着。而被弯曲的手臂看似是左臂。Ashraf Selim研究了两只手臂，他发现在相比下，弯曲的手臂对木乃伊来说太长；对两只断臂上也发现了一致性的不同。直摆的断臂有着相似的骨骼长度及密度，因而被认为这有可能是属于木乃伊的。右臂有两处损伤，一处在上臂，一处在手腕。手部在断肢余部中被切断。
年轻女士的双耳被发现有着穿孔。在新王国时期，无论是贵族还是平民都有耳洞，因而这发现无法断定年輕女士的身份或地位。在KV35墓中发现了一个假发，有可能属于是年轻女士。而认为木乃伊是娜芙蒂蒂的支持者认为假发与娜芙蒂蒂的假发有共同之处。这些都是当时的美容时尚，无法有助分辨出假发的主人。

## 历史记录
Marianne Eaton-Krauss发现古埃及历史记录明显没有提到图坦卡蒙的母亲。在2010年后，没人发现任何提到图坦卡蒙母亲的铭文、浮雕或雕像。图坦卡蒙的墓中出土有提到其人生和统治的大事记，但也没提到过他的母亲。
年轻女士和18王朝后期具有影响力的太后形成了对比，如图特摩斯四世的母亲提娅、阿蒙霍特普三世的母亲姆特姆维亚，和阿肯那顿的母亲泰伊。而图坦卡蒙似乎没有太后身份的母亲，说明年轻女士在图坦卡蒙登基前已经过世。
尽管年轻女士是阿蒙霍特普三世的女儿，阿肯那顿的姐妹并也有可能是其妻子之一，以及图坦卡蒙的母亲，但她本人的一生形象没有那么突出。埃及学家Willeke Wendrich认为年轻女士只是阿肯那顿的众多嫔妃之一。